# 民国連立政権

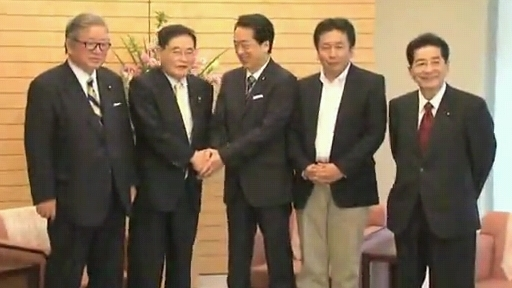
2010年6月8日、菅直人内閣発足時に内閣総理大臣官邸にて、左から国民新党幹事長の自見庄三郎、同党代表の亀井静香、民主党代表（内閣総理大臣）の菅直人、同党幹事長の枝野幸男、内閣官房長官の仙谷由人と（いずれも役職は当時）

民国連立政権（みんこくれんりつせいけん）は、2010年5月から2012年12月までの民主党と国民新党による連立政権。非自民・非共産連立政権。

## 経緯

### 鳩山由紀夫政権
民主党と国民新党、社民党との連立時代、普天間基地移設問題で当時の内閣総理大臣鳩山由紀夫が第45回衆議院議員総選挙での公約としていた県外国外移設を断念し、沖縄県名護市辺野古沖を移設先と決定し、鳩山は閣僚に賛成する署名を要求。
これに反発した社民党党首で内閣府特命担当大臣だった福島瑞穂は署名を拒否し、2010年5月28日に鳩山より罷免された。
そして福島は、5月30日の社民党全国県連幹事長会議にて連立政権離脱の賛否を問い、47都道府県中37都道府県連幹事長が離脱に賛成し同日中に正式に離脱した。今後は、政権に是々非々の立場で対応していく方針を表明した。

### 菅政権
同年6月8日、鳩山由紀夫内閣が総辞職し、菅直人内閣が発足。初閣議で連立の継続を確認した。
ところが6月11日、政府・与党が今夏参院選に集中する名目で郵政改革法案の成立を参院選後の臨時国会に先送りする方針を決めたことを受け、郵政金融担当大臣で国民新党代表の亀井静香は菅直人首相（当時）に電話で「（閣内に）残ることはできない」と辞任の意向を伝え、同日中に亀井は辞任した。後任には、亀井と同じ国民新党の幹事長・自見庄三郎を充て、連立自体は継続した。
7月11日投開票の第22回参議院議員通常選挙では、民主党は44議席、国民新党にいたっては議席を失い、与党は過半数に達さなかった。対する野党自民党は51議席獲得で改選前議席とあわせて84議席と躍進。参院選の結果を受けて、民主党内の一部議員とみんなの党の渡辺喜美代表は、菅ら民主党執行部の引責辞任を求めたが、菅と執行部は続投を表明した。
内閣支持率と求心力の低下に対し菅は、2011年1月14日に内閣改造を決行、菅再改造内閣が発足した。支持率低下の一因とも報道される仙谷由人官房長官と馬淵澄夫国土交通大臣をポストから降ろし、後任にそれぞれ枝野幸男と大畠章宏を横滑りさせた。官房長官に小沢一郎と遠い人物を置くことで、小沢の影響力を低下させる狙いがあった。
2011年3月11日には東北地方太平洋沖地震による東日本大震災・福島第一原子力発電所事故が発災。政権は震災復興と原発事故の対策に追われることとなった。6月2日には、菅の災害対応が不十分であるとして野党の自民・公明両党により内閣不信任決議案が衆議院本会議に提出されるが可決されず、菅は退陣を匂わすも続投。この頃より民主党内では、自民党と公明党との「挙国一致」大連立構想が浮上するも自民党からは事実上断られる格好となった。その後、菅は再生可能エネルギー法案の成立に意欲を見せ、この法案と関連法案の成立こそが「震災復興の一定のめど」とした。
8月26日、菅が「震災復興への一定のめど」としていた再生可能エネルギー法案とその関連法案が成立し、菅は正式に辞任を発表した。菅の退陣表明により、2011年民主党代表選挙が公示され、野田佳彦財務大臣、海江田万里経済産業大臣、前原前外相、鹿野道彦農林水産大臣、馬淵前国交相の5人が立候補。8月29日に投開票され、野田と海江田の決選投票の結果、野田が民主党代表に決定した。8月30日の閣議で菅内閣は総辞職した。

### 野田政権
9月2日、野田内閣が発足。連立の継続を確認し、郵政改革担当相には国民新党の自見庄三郎が再任された。
野田は代表選前から表明していた、「2014年4月に8％、2015年10月に10％」の二段階引き上げを明記した消費増税法案（社会保障の安定財源の確保等を図る税制の抜本的な改革を行うための消費税法の一部を改正する等の法律）の成立を推進。自民党および公明党と三党合意を成立させ、2012年3月30日に法案は閣議決定された。
これに対して国民新党の代表亀井静香は「国民との約束を破るわけにはいかない」と反発し、連立政権からの離脱を表明した。野田は亀井と総理大臣公邸で会談し、慰留したが、亀井は応じなかった。国民新党から入閣している自見郵政改革担当相らは法案の閣議決定に署名し、連立からの離脱に反対。国民新党分裂となる状況の下で、亀井静香は自見らを無所属として閣内に残留させて国民新党は連立を離脱する案を出したが、野田は事実上拒否。その後、国民新党内で代表の亀井と政調会長の亀井亜紀子への解任が両院議員総会で決議され、自見を代表に推挙した。その後、亀井静香と亀井亜紀子が離党し、名実ともに自見が代表に就任した。
2012年6月4日、内閣改造の前に行われた与党党首会談において、郵政民営化・金融担当大臣を務めていた国民新党代表の自見庄三郎が退任を申し出た。これを受け、野田は野田第2次改造内閣において、自見を退任させた上で、国民新党副代表で内閣府副大臣の松下忠洋を後任の郵政民営化・金融担当大臣に任命した。しかし9月10日、松下は江東区の自宅マンションで自殺した。これに伴い、国民新党出身の閣僚が内閣から一時不在となったが、同党幹事長下地幹郎が閣僚を引き継いだ。
11月16日に野田は衆議院を解散（近いうち解散）した。第46回衆院選が12月4日に公示され、12月16日に投開票が行われた。結果は、民主党が選挙前の230議席の4分の1となる57議席、国民新党が3議席から1議席に激減し与党は惨敗した。現職閣僚では、民主党の藤村修官房長官、田中眞紀子文科相、城島光力財務相、樽床伸二総務相、三井辨雄厚労相、小平忠正国家公安委員長、中塚一宏金融担当相、国民新党の下地幹郎郵政民営化・防災担当相の8閣僚が落選した。現職の閣僚8人落選は、日本国憲法下で最多となった（これまでの過去最多は第34回衆議院議員総選挙と第37回衆議院議員総選挙の3閣僚）。
12月26日午前、臨時閣議を開き閣僚の辞表を取りまとめ野田内閣は総辞職した。午後の第182回国会の内閣総理大臣指名選挙において安倍晋三が第96代内閣総理大臣に指名されたことにより、民主党を中心とした連立政権は1198日で終焉した。